# Carpi
Pour les articles homonymes, voir Carpi (homonymie).
Carpi /'karpi/ (Chèrp /kɛːrp/ en dialecte local) est une ville italienne d'environ 72 000 habitants, située dans la province de Modène, en Émilie-Romagne, dans la plaine du Pô, au Nord-Est de l'Italie.

## Géographie
Située à 28 mètres au-dessus du niveau de la mer (distante de 106 km en ligne droite), la commune trône au milieu de la plaine du Pô à 15 km au nord de son chef-lieu Modène sur la route nationale SS 413 Modène-Mantoue et à 1 km de la bretelle d’autoroute A22 Modène-Mantoue-Vérone via le Brenner.

La commune fait confins à l’ouest avec la province de Reggio d'Émilie.

La commune est traversée et desservie par la ligne de chemin de fer Vérone-Mantoue-Modène.

Grandes villes voisines :
- Modène 15 km ;
- Bologne 57 km ;
- Reggio d'Émilie 44 km ;
- Parme 71 km ;
- Mantoue 44 km.

## Histoire

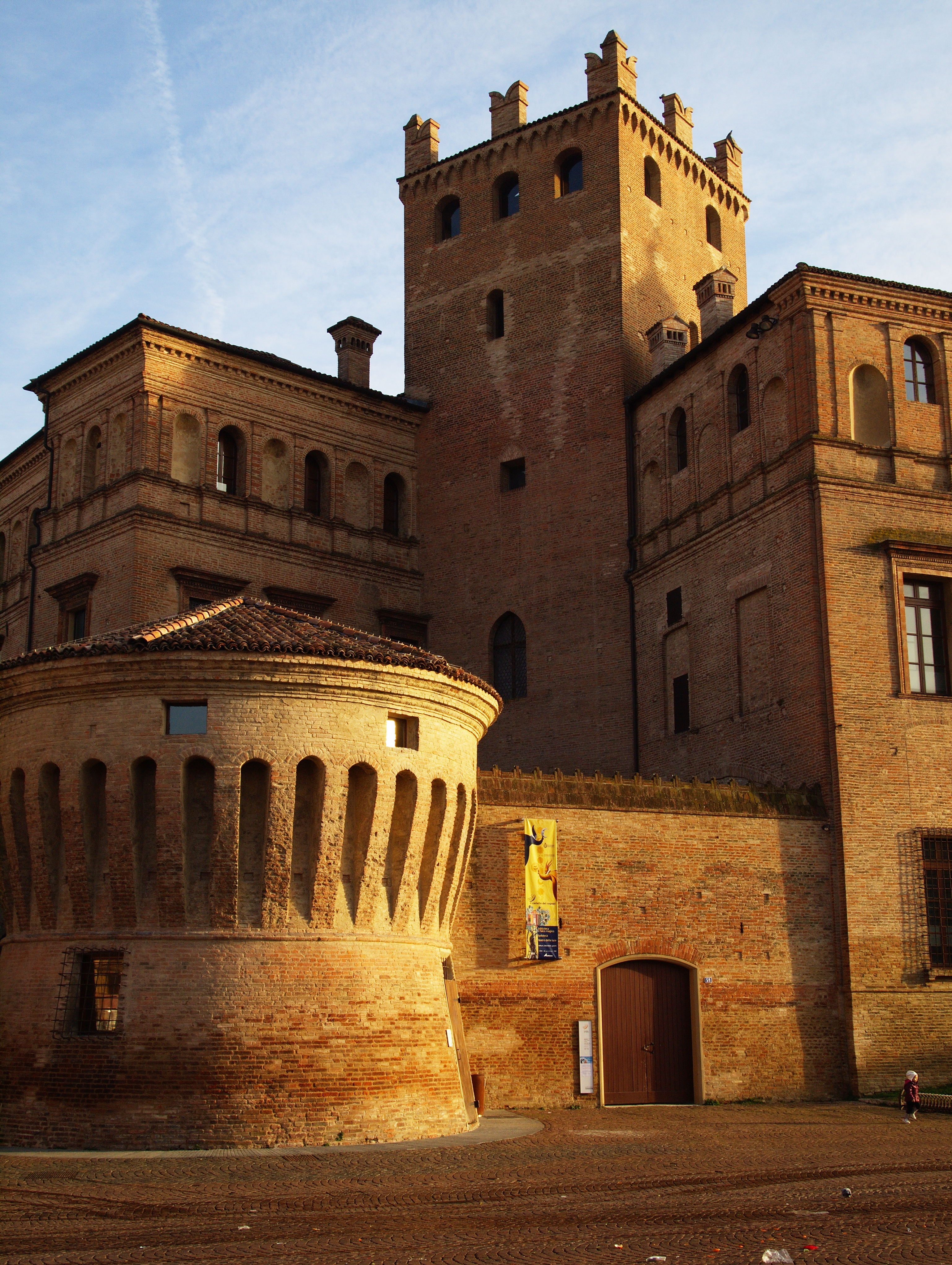
Le palazzo dei Pio.

Second centre pour la grandeur et l’importance de la province de Modène, c’était un bourg médiéval d’origine préhistorique villanovienne refondé probablement comme forteresse (castrum Carpi), au haut Moyen Âge.
À partir du XIVe siècle, elle fut le siège de la Signoria des Pio de Savoie, pour passer ensuite dans le domaine des Este au XVIe siècle.

Carpi est détachée en 1336 du marquisat de Modène pour former une seigneurie indépendante, gouvernée par la Maison Pio. Puis elle fut rattachée au duché de Modène en 1527.

En 1779, Carpi passa au statut de Diocèse.
Durant la seconde guerre mondiale, le hameau de Fossoli fut le site d’un camp de transit, duquel de nombreux détenus furent envoyés dans les camps nazis. Le camp est actuellement un sanctuaire et un musée dédié à la mémoire des déportés politiques et raciaux.

Carpi a été touchée par les séismes de 2012 en Émilie-Romagne, avec de nombreux dégâts aux édifices historiques.

## Monuments et lieux d’intérêt

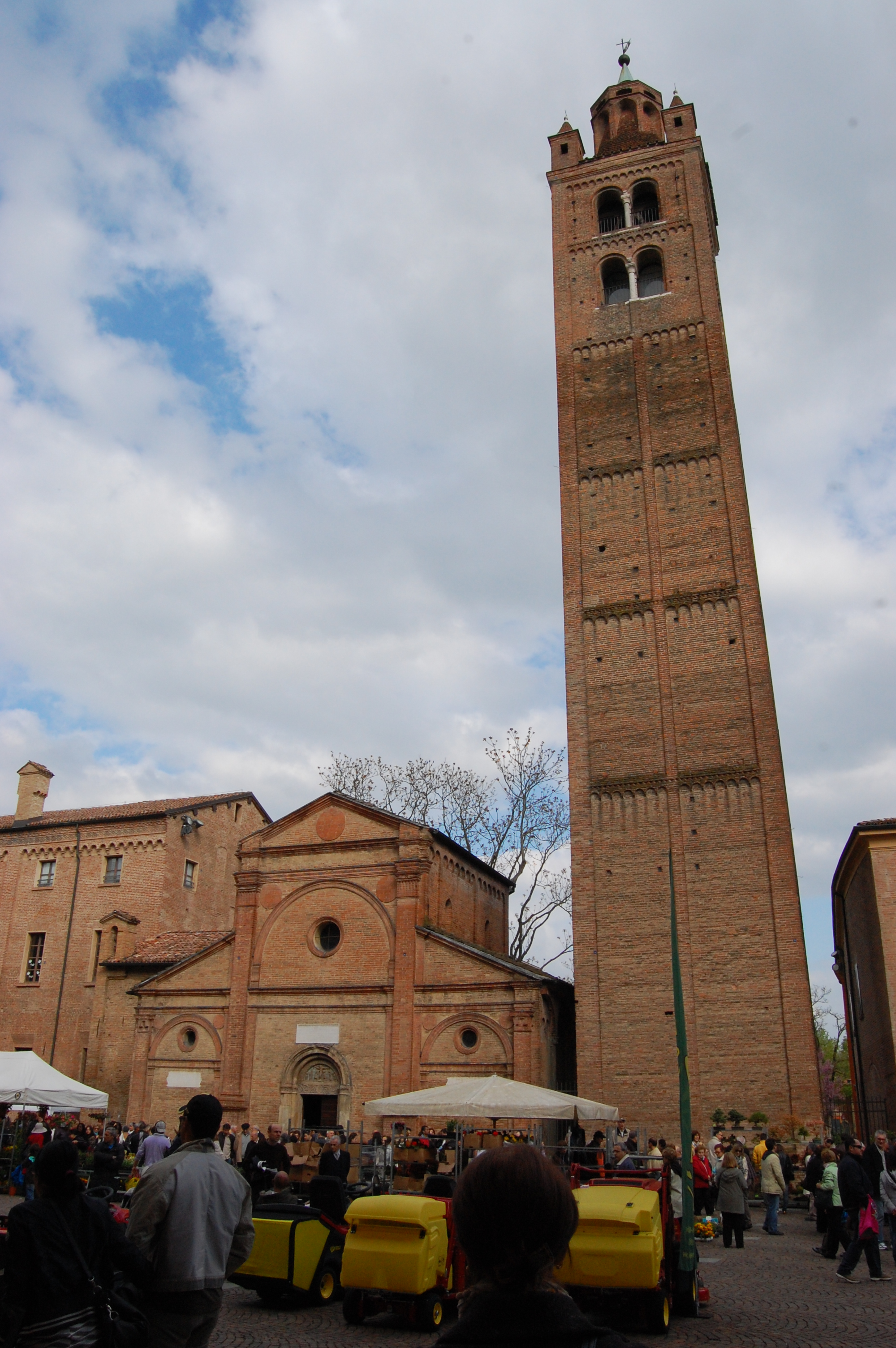
La Sagra
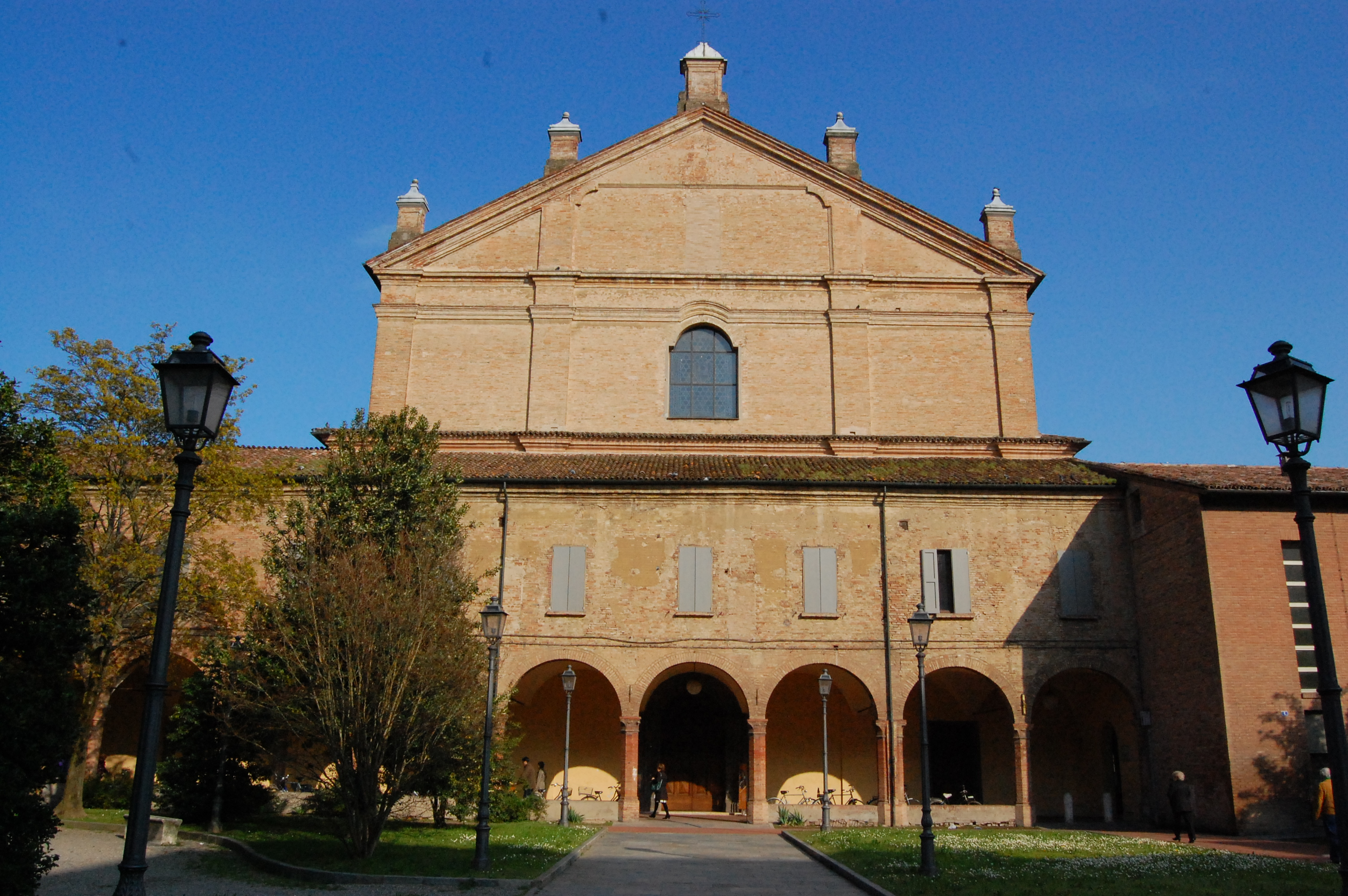
San Nicolo'
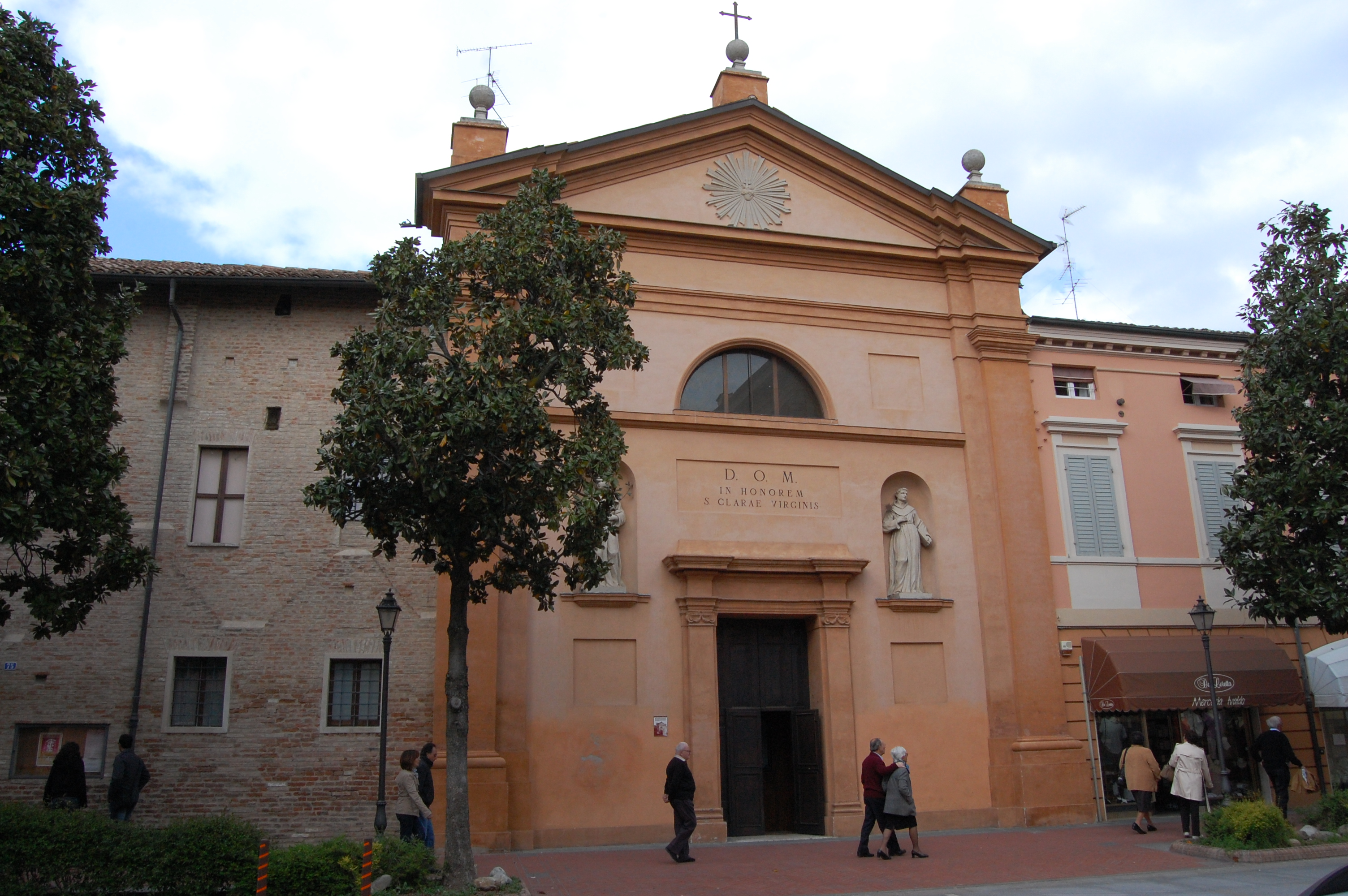
Santa Chiara

- La Piazza dei Martiri, la place des martyrs, fermée par les 53 colonnes et la cathédrale de Carpi.
- Le Castello dei Pio, site médiéval.
- Le Castelvecchio, dédié à un célèbre souverain Lombard.
- L’ église de San Niccolò et son cloître du XVIe siècle.
- Les portiques : dont le Portico del Grano[3], le Portico Lungo (52 arcades, style renaissance)[4], et le Portico di San Nicolò.
- L’église Santa Chiara, l’église Ss. Crocifisso, l’église de San Bernardino da Siena, l’église de Santa Maria in Castello.
- La synagogue de la Via Rovighi.

## Administration
| Période    | Période  | Identité          | Étiquette                          | Qualité |
| ---------- | -------- | ----------------- | ---------------------------------- | ------- |
| 26/05/2014 | En cours | Alberto Bellelli  | Partito Democratico                |         |
| 2009       | 2014     | Enrico Campedelli | Partito Democratico                |         |
| 2004       | 2009     | Enrico Campedelli | L'Ulivo                            |         |
| 1999       | 2004     | Demos Malavasi    | Democratici di Sinistra            |         |
| 1994       | 1999     | Demos Malavasi    | Partito Democratico della Sinistra |         |
| 1989       | 1994     | Claudio Bergianti | Partito Comunista Italiano         |         |
| 1987       | 1989     | Claudio Bergianti | Partito Comunista Italiano         |         |
| 1977       | 1987     | Werter Cigarini   | Partito Comunista Italiano         |         |
| 1970       | 1977     | Onorio Campedelli | Partito Comunista Italiano         |         |
| 1945       | 1979     | Bruno Losi        | Partito Comunista Italiano         |         |

### Communes limitrophes
Campogalliano, Cavezzo, Correggio (Italie), Fabbrico, Modène (Italie), Novi di Modena, Rio Saliceto, Rolo, San Prospero, Soliera.

## Économie
À Carpi se trouve le siège de CMB, entreprise générale de bâtiment et travaux publics.

## Population

### Évolution de la population en janvier de chaque année
| 1861   | 1901   | 1921   | 1951   | 1961   | 1971   | 1981   | 1991   | 2001   |
| ------ | ------ | ------ | ------ | ------ | ------ | ------ | ------ | ------ |
| 16 698 | 22 876 | 30 880 | 37 643 | 45 208 | 55 099 | 60 614 | 60 715 | 61 676 |

| 2011   | - | - | - | - | - | - | - | - |
| ------ | - | - | - | - | - | - | - | - |
| 70 051 | - | - | - | - | - | - | - | - |

### Ethnies et minorités étrangères
Selon les données de l’Institut national de statistique (ISTAT) au 1er janvier 2011 la population étrangère résidente (enregistrée) était de 9.237 personnes.
Les nationalités majoritairement représentatives étaient :
| Pos. | Pays     | Population |
| ---- | -------- | ---------- |
| 1    | Pakistan | 2352       |
| 2    | Tunisie  | 953        |
| 3    | Maroc    | 865        |
| 4    | Roumanie | 867        |
| 5    | Chine    | 617        |
| 6    | Moldavie | 588        |
| 7    | Inde     | 435        |
| 8    | Ukraine  | 413        |
| 9    | Albanie  | 303        |
| 10   | Turquie  | 285        |

## Personnalités liées à Carpi
- Odoardo Focherini, bienheureux catholique et Juste parmi les nations
- Gino Piva, journaliste, poète
- Dorando Pietri, athlète
- Ciro Menotti, patriote et martyr
- Manfredo Fanti, général
- Aldo Manuzio, imprimeur et éditeur du XVe siècle
- Rodolfo Pio, évêque et cardinal
- Liliana Cavani, réalisatrice et scénariste
- Bernardino Ramazzini, médecin fondateur de la médecine du travail
- Jacopo Berengario da Carpi, médecin anatomiste
- Alberto III Pio, dernier seigneur de Carpi
- Hugo de Carpi , graveur et inventeur de la xylographie
- Baldassarre Peruzzi, peintre, architecte et urbaniste de la renaissance
- Ernest Borgnine, acteur
- Alida Chelli, actrice
- Bernardino Realino, présbiterien
- Carlo Rustichelli, musicien et compositeur italien
- Federico Casarini, footballeur
- Amleto Frignani, ex footballeur
- Serena Daolio, soprano
- Maino Neri, footballeur
- Gregorio Paltrinieri, nageur

## fêtes et évènements
- Le festival de la philosophie,
- La foire des contes, en octobre.

## Économie
- Industrie du textile et leader du "made in Italy" pour l’habillement.